# André Goosse
André Goosse, né à Liège le 16 avril 1926 et mort à Ottignies le 4 août 2019, est un grammairien belge. 
Notamment connu pour être le successeur de Maurice Grevisse, il réédite et met à jour l'ouvrage de ce dernier, Le Bon Usage.

## Biographie
Né à Liège en 1926, André Goosse passe son enfance à Houffalize où l'avait conduit la carrière de son père, fonctionnaire. Il fait ses humanités à l'Institut St-Remacle à Stavelot. Durant ses études, il se destine à l'étude de la philologie romane.
En septembre 1945, André Goosse entame des études de philologie romane à l'université de Louvain. Il y rencontre Marie-Thérèse Grevisse, fille du célèbre grammairien Maurice Grevisse qu'il épouse en 1950. Veuf, il épouse, en 1988, l'écrivaine belge France Bastia.
Il devient professeur en 1967. En 1976, il rejoint l’Académie royale de langue et de littérature françaises de Belgique, dont il a été secrétaire perpétuel de 1996 à 2001. 
Il a été[Quand ?] président du Conseil international de la langue française.
À la mort de Maurice Grevisse en 1980, il reprend le Bon Usage et continue d’actualiser la grammaire.

## Distinctions
- Chevalier de la Légion d'honneur

## Quelques publications
- Thèse soutenue en 1959, sous la direction d'Omer Jodogne et consacrée à l'œuvre de Jean d'Outremeuse, chroniqueur liégeois du XIVe siècle, 1965
- La « nouvelle » orthographe : exposé et commentaires, Duculot, 1991  (ISBN 978-2-80110-976-2)

Goosse, commente le rapport Les rectifications de l'orthographe, publié le 6 décembre 1990 au Journal officiel de la République française ; il indique qu'il s'agit, non d'une réforme radicale, mais plutôt d'« aménagements » destinés à éliminer certaines « anomalies et absurdités » et « les contradictions contenues entre les dictionnaires ».
- Une langue, une communauté : le français en Belgique, Louvain-la-Neuve, Duculot (avec Daniel Blampain, Jean-Marie Klinkenberg, Marc Wilmet), 1997
- Le Bon Usage, De Boeck, 14e édition, 2007 (refonte complète)

« Cette fois, c'est comme si on avait pris les 2 000 pièces d'un puzzle et qu'on les avait jetées en l'air. Puis, il a fallu reconstruire. »
cet ouvrage existe aussi pour la première fois en version électronique, permettant une consultation très diversifiée (par exemple par auteurs cités dans les exemples)
- Le Bon Usage, De Boeck Duculot, 15e édition, 2011

édition avec de nouvelles mises à jour. La grammaire est également disponible en version électronique, lisible sur tous les supports multimédia (ordinateurs et tablettes).